# Partidul Conservator (Regatul Unit)
Partidul Conservator, nume complet Partidul Conservator și Unionist, este un partid politic de centru-dreapta din Marea Britanie. În prezent este partidul de guvernământ, aceasta după alegerile generale din 2010, în care s-a format un guvern de coaliție cu liberal-democrații. În 2015 conservatorii conduși de David Cameron au câștigat o majoritate surprinzătoare și au format primul guvern majoritar conservator din 1992. La alegerile anticipate din 8 iunie 2017 partidul și-a pierdut majoritatea parlamentară. Acesta se bazează pe sprijinul unui partid politic din Irlanda de Nord, Partidul Unionist Democrat (PUD), pentru a conduce o majoritate în Camera Comunelor printr-un acord de încredere și sprijin. Este cel mai mare partid din administrația locală, cu 9.008 de consilieri. Partidul Conservator este unul dintre cele două partide politice majore contemporane din Regatul Unit, celălalt fiind rivalul său modern, Partidul Laburist.

## Istoric

În albastru, votul acordat conservatorilor, ca o fracțiune din totalul voturilor exprimate începând cu anul 1837 și până în prezent.

### Origini în Partidul Whig
Partidul Conservator a fost fondat în anii 1830. Cu toate acestea, unii scriitori își trasează originile de la regele Charles I în anii 1620. Alți scriitori indică o fracțiune, înrădăcinată cu Partidul Whig din secolul al XVIII-lea, care a coalizat în jurul lui William Pitt cel Tânăr în anii 1780.

### Conservatori și uniniști
Lărgirea francizei electorale din secolul al XIX-lea a forțat Partidul Conservator să-și popularizeze abordarea sub Edward Smith-Stanley, 14-lea Conte de Derby și Benjamin Disraeli, care și-a desfășurat propria extindere a francizei cu Actul de Reformă din 1867. 

### Președinți
| - 1834-1846 Robert Peel - 1846-1868 Edward Smith-Stanley - 1868-1881 Benjamin Disraeli - 1881-1902 Robert Gascoyne-Cecil - 1902-1911 Arthur Balfour - 1911-1921 Andrew Bonar Law - 1921-1922 Austen Chamberlain - 1922-1923 Andrew Bonar Law - 1923-1937 Stanley Baldwin - 1937-1940 Neville Chamberlain - 1940-1955 Winston Churchill - 1955-1957 Anthony Eden - 1957-1963 Harold Macmillan - 1963-1965 Alec Douglas-Home | - 1965-1975 Edward Heath - 1975-1990 Margaret Thatcher - 1990-1997 John Major - 1997-2001 William Hague - 2001-2003 Iain Duncan Smith - 2003-2005 Michael Howard - 2005-2016 David Cameron - 2016-2019 Theresa May - 2019-2022 Boris Johnson - 2022-2022 Liz Truss - 2022-2024 Rishi Sunak - 2024- Kemi Badenoch |

### Premieri

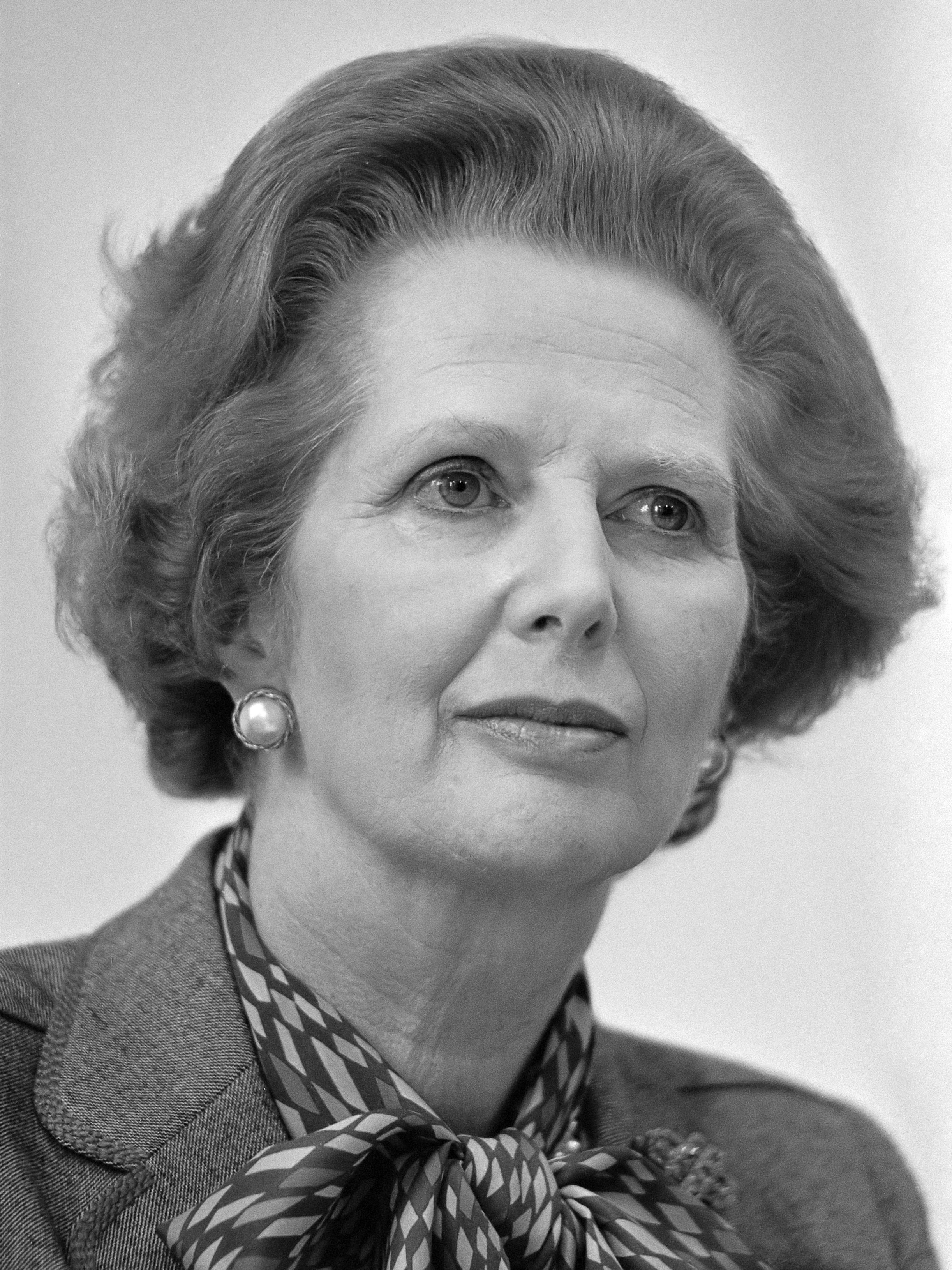
Margaret Thatcher

- 1970-1974: Edward Heath
- 1979-1990: Margaret Thatcher
- 1990-1997: John Major
- 2010-2016: David Cameron
- 2016-2019: Theresa May
- 2019-2022: Boris Johnson
- 2022: Elizabeth Truss
- 2022-2024: Rishi Sunak

### Web site-uri oficiale ale partidului
- Conservative Party
- Conservatives.tv
- Conservatives in Northern Ireland Arhivat în 3 februarie 2007, la Wayback Machine.
- Conservatives in Scotland
- Conservatives in Wales Arhivat în 14 aprilie 2009, la Wayback Machine.
- Conservative Future Arhivat în 1 mai 2011, la Wayback Machine.
- Conservatives Abroad

### Alte web site-uri
- conservative-party.net - Conservative website directory
- Guardian Politics - Special Report: Conservative Party
- The Thatcher legacy 1979-2009 Arhivat în 26 mai 2011, la Wayback Machine. - International conference
- Partidul Conservator (Regatul Unit) pe Curlie